# NGC 3155
NGC 3155 (również NGC 3194, PGC 30064 lub UGC 5538) – galaktyka spiralna (S?), znajdująca się w gwiazdozbiorze Smoka.
Odkrył ją William Herschel 2 kwietnia 1801 roku, jego obserwacja została skatalogowana przez Johna Dreyera jako NGC 3194. Niezależnie odkrył ją John Herschel 2 września 1828 roku, a Dreyer skatalogował jego obserwację jako NGC 3155. Jak się wiele lat później okazało, obserwacje Williama Herschela z tamtej nocy charakteryzują się dużymi systematycznymi błędami pozycji, co stało się powodem dwukrotnego skatalogowania tej galaktyki w katalogu Dreyera.